# Slutspelet i A-League 2018/2019
Slutspelet i A-League 2018/2019  behandlar slutspelet i A-League 2018/2019, slutspelet startade med kvartsfinalen mellan Melbourne Victory och Wellington Phoneix den 3 maj 2019 och avslutades med Grand Final den 19 maj 2019 där Sydney FC gästade Perth Glory.

## Tabell
| Nr | Lag                      | S  | V  | O | F  | GM | IM | MS  | P  |
| -- | ------------------------ | -- | -- | - | -- | -- | -- | --- | -- |
| 1  | Perth Glory              | 27 | 18 | 6 | 3  | 56 | 23 | +33 | 60 |
| 2  | Sydney                   | 27 | 16 | 4 | 7  | 43 | 29 | +14 | 52 |
| 3  | Melbourne Victory (RM)   | 27 | 15 | 5 | 7  | 50 | 32 | +18 | 50 |
| 4  | Adelaide United          | 27 | 12 | 8 | 7  | 37 | 32 | +5  | 44 |
| 5  | Melbourne City           | 27 | 11 | 7 | 9  | 39 | 32 | +7  | 40 |
| 6  | Wellington Phoenix       | 27 | 11 | 7 | 9  | 46 | 43 | +3  | 40 |
| 7  | Newcastle United Jets    | 27 | 10 | 5 | 12 | 40 | 36 | +4  | 35 |
| 8  | Western Sydney Wanderers | 27 | 6  | 6 | 15 | 42 | 54 | −12 | 24 |
| 9  | Brisbane Roar            | 27 | 4  | 6 | 17 | 38 | 71 | −33 | 18 |
| 10 | Central Coast Mariners   | 27 | 3  | 4 | 20 | 31 | 70 | −39 | 13 |

## Slutspelsträd
|  | Kvartsfinaler            | Kvartsfinaler   |                     |       | Semifinaler | Semifinaler |  |  | Grand Final | Grand Final |
|  |                          |                 |                     |       |             |             |  |  |             |             |
|  |                          |                 |                     |       |             |             |  |  |             |             |
|  |                          |                 |                     |       |             |             |  |  |             |             |
|  |                          |                 |                     |       |             |             |  |  |             |             |
|  | 10 maj 2019              |                 |                     |       |             |             |  |  |             |             |
|  |                          |                 |                     |       |             |             |  |  |             |             |
|  | 1 Perth Glory (str.)     | 3 (5)           |                     |       |             |             |  |  |             |             |
|  | 1 Perth Glory (str.)     | 3 (5)           | 3 maj 2019          |       |             |             |  |  |             |             |
|  |                          |                 | 4 Adelaide United   | 3 (4) |             |             |  |  |             |             |
|  | 4 Adelaide United (e.f.) | 1               | 4 Adelaide United   | 3 (4) |             |             |  |  |             |             |
|  | 4 Adelaide United (e.f.) | 1               | 19 maj 2019         |       |             |             |  |  |             |             |
|  | 5 Melbourne City         | 0               |                     |       |             |             |  |  |             |             |
|  | 5 Melbourne City         | 0               | 1 Perth Glory       | 0 (1) |             |             |  |  |             |             |
|  |                          |                 | 1 Perth Glory       | 0 (1) |             |             |  |  |             |             |
|  |                          | 2 Sydney (str.) | 0 (4)               |       |             |             |  |  |             |             |
|  |                          | 2 Sydney (str.) | 0 (4)               |       |             |             |  |  |             |             |
|  | 12 maj 2019              |                 |                     |       |             |             |  |  |             |             |
|  |                          |                 |                     |       |             |             |  |  |             |             |
|  | 2 Sydney                 | 6               |                     |       |             |             |  |  |             |             |
|  | 2 Sydney                 | 6               | 5 maj 2019          |       |             |             |  |  |             |             |
|  |                          |                 | 3 Melbourne Victory | 1     |             |             |  |  |             |             |
|  | 3 Melbourne Victory      | 3               | 3 Melbourne Victory | 1     |             |             |  |  |             |             |
|  | 3 Melbourne Victory      | 3               |                     |       |             |             |  |  |             |             |
|  | 6 Wellington Phoenix     | 1               |                     |       |             |             |  |  |             |             |
|  | 6 Wellington Phoenix     | 1               |                     |       |             |             |  |  |             |             |

## Matcher

### Kvartsfinaler
|              | 3 maj 2019   | Melbourne Victory                                            | 3 – 1           | Wellington Phoenix | AAMI Park                                              |                                                        |
| 19:50 UTC+10 | 19:50 UTC+10 | Georg Niedermeier 42′ Kosta Barbarouses 53′ Ola Toivonen 71′ | (1 – 0) Rapport | 64′ Roy Krishna    | Melbourne, Victoria Publik: 16 010 Domare: Shaun Evans | Melbourne, Victoria Publik: 16 010 Domare: Shaun Evans |
| 19:50 UTC+10 | 19:50 UTC+10 |                                                              |                 |                    | Melbourne, Victoria Publik: 16 010 Domare: Shaun Evans | Melbourne, Victoria Publik: 16 010 Domare: Shaun Evans |
| 19:50 UTC+10 | 19:50 UTC+10 |                                                              |                 |                    | Melbourne, Victoria Publik: 16 010 Domare: Shaun Evans | Melbourne, Victoria Publik: 16 010 Domare: Shaun Evans |

|                | 5 maj 2019     | Adelaide United   | 0000 1 – 0 (e.fl.) | Melbourne City | Coopers Stadium                                           |                                                           |
| 18:30 UTC+9:30 | 18:30 UTC+9:30 | Ben Halloran 119′ | (0 – 0) Rapport    |                | Adelaide, South Australia Publik: 13 232 Domare: Kurt Ams | Adelaide, South Australia Publik: 13 232 Domare: Kurt Ams |
| 18:30 UTC+9:30 | 18:30 UTC+9:30 |                   |                    |                | Adelaide, South Australia Publik: 13 232 Domare: Kurt Ams | Adelaide, South Australia Publik: 13 232 Domare: Kurt Ams |
| 18:30 UTC+9:30 | 18:30 UTC+9:30 |                   |                    |                | Adelaide, South Australia Publik: 13 232 Domare: Kurt Ams | Adelaide, South Australia Publik: 13 232 Domare: Kurt Ams |

### Semifinaler
|             | 10 maj 2019 | Perth Glory                                                                                           | 0000 3 – 3 (e.fl.)         | Adelaide United | Perth Oval                                                |                                                           |
| 18:30 UTC+8 | 18:30 UTC+8 | Diego Castro 29′, 74′ Scott Neville 104′                                                              | (1 – 0) Rapport            | 81′ Baba Diawara 90+4′ Ryan Kitto 115′ Michael Marrone                                                                | Perth, Western Australia Publik: 17 868 Domare: Alex King | Perth, Western Australia Publik: 17 868 Domare: Alex King |
| 18:30 UTC+8 | 18:30 UTC+8 | |                            | | Perth, Western Australia Publik: 17 868 Domare: Alex King | Perth, Western Australia Publik: 17 868 Domare: Alex King |
| 18:30 UTC+8 | 18:30 UTC+8 | Juande Diego Castro Brendon Santalab Liam Reddy Jake Brimmer Jason Davidson Shane Lowry Joel Chianese | Straffsparksläggning 5 – 4 | Craig Goodwin Jordan Elsey Vince Lia Isaías Sánchez Ben Halloran Baba Diawara Nikola Mileusnic Nathan Konstandopoulos | Perth, Western Australia Publik: 17 868 Domare: Alex King | Perth, Western Australia Publik: 17 868 Domare: Alex King |

|              | 12 maj 2019  | Sydney | 6 – 1           | Melbourne Victory  | Jubilee Oval                                               |                                                            |
| 19:00 UTC+10 | 19:00 UTC+10 | Aaron Calver 3′ Alex Brosque 43′ Leigh Broxham 45+2′ (sjm.) Adam le Fondre 63′ (str.), 68′ Milos Ninkovic 88′ | (3 – 0) Rapport | 90+1′ Ola Toivonen | Sydney, New South Wales Publik: 12 141 Domare: Chris Beath | Sydney, New South Wales Publik: 12 141 Domare: Chris Beath |
| 19:00 UTC+10 | 19:00 UTC+10 | |                 |                    | Sydney, New South Wales Publik: 12 141 Domare: Chris Beath | Sydney, New South Wales Publik: 12 141 Domare: Chris Beath |
| 19:00 UTC+10 | 19:00 UTC+10 | |                 |                    | Sydney, New South Wales Publik: 12 141 Domare: Chris Beath | Sydney, New South Wales Publik: 12 141 Domare: Chris Beath |

Båda vinnarna av semifinalerna var redan kvalificerade för AFC Champions League, Perth Glory var kvalificerad för gruppspelet som seriesegrare, Sydney var kvalificerad för andra kvalomgången som serietvåa, detta gjorde att gruppspelsplatsen vid vinst i Grand Final tillföll Sydney automatiskt. Sydneys plats i andra kvalomgången gick ner en placering i grundserien, till laget på tredjeplats, där Melbourne Victory fick platsen.

### Grand Final
|             | 19 maj 2019 | Perth Glory                        | 0000 0 – 0 (e.fl.)         | Sydney                                                         | Perth Stadium                                               |                                                             |
| 16:45 UTC+8 | 16:45 UTC+8 |                                    | (0 – 0) Rapport            |                                                                | Perth, Western Australia Publik: 56 371 Domare: Shaun Evans | Perth, Western Australia Publik: 56 371 Domare: Shaun Evans |
| 16:45 UTC+8 | 16:45 UTC+8 |                                    |                            |                                                                | Perth, Western Australia Publik: 56 371 Domare: Shaun Evans | Perth, Western Australia Publik: 56 371 Domare: Shaun Evans |
| 16:45 UTC+8 | 16:45 UTC+8 | Juande Andy Keogh Brendon Santalab | Straffsparksläggning 1 – 4 | Adam le Fondre Brandon O'Neill Rhyan Grant Reza Ghoochannejhad | Perth, Western Australia Publik: 56 371 Domare: Shaun Evans | Perth, Western Australia Publik: 56 371 Domare: Shaun Evans |